# Meryl Smith
Pour les articles homonymes, voir Smith.
Pas d'image ? Cliquez ici

a Compétitions nationales et continentales officielles uniquement.

b Matchs officiels uniquement.
Dernière mise à jour le 1 juin 2025.
Meryl Smith, née le 11 juin 2001 à Édimbourg (Écosse), est une joueuse internationale écossaise de rugby à XV et internationale de rugby à sept évoluant au poste de centre. Elle peut également jouer à l'ouverture ou à l'arrière. Elle joue en Angleterre, aux Bristol Bears.

## Biographie
Meryl Smith naît le 11 juin 2001 à Édimbourg en Écosse. Elle grandit aux Pays-Bas jusqu'à l'âge de 13 ans, c'est là-bas qu'elle commence à jouer au rugby à XV. De retour en Écosse, elle joue avec les moins de 13 ans des Murrayfield Wanderers. En senior, elle évolue au Edinburgh University RFC.
Elle devient internationale avec l'Écosse lors du Tournoi des Six Nations 2022, en sortie de banc contre l'Angleterre. Durant l'été, elle dispute les Jeux du Commonwealth avec l'équipe d'Écosse de rugby à sept, qui se classe sixième. Elle compte trois sélections en équipe d'Écosse de rugby à XV quand elle est retenue en septembre 2022 pour disputer la Coupe du monde en Nouvelle-Zélande. Au mois de décembre, elle est mise sous contrat par la Fédération écossaise.
Durant l'été 2023, elle part jouer en Angleterre avec les Bristol Bears où elle rejoint plusieurs de ses compatriotes comme Evie Gallagher ou Lana Skeldon. Elle remporte avec l'équipe d'Écosse la première édition du WXV 2 organisée en Afrique du Sud,. De retour en club, son équipe va jusqu'en finale de Premiership (elle est titularisée à l'arrière) où elle s'incline face au Gloucester-Hartpury RFC.
En 2024, elle est à nouveau sélectionnée pour jouer le WXV. Là-bas, elle se blesse gravement au genou et doit subir une intervention chirurgicale qui lui fait rater toute la saison de Premiership ainsi que le Tournoi des Six Nations. Elle est incertaine pour la Coupe du monde.

## Palmarès

### En club
- Finaliste du Championnat d'Angleterre en 2024.

### En équipe nationale
- Vainqueur du WXV 2 en 2023.